# Max Conchy
Pour les articles homonymes, voir Conchy.
Max Conchy, né le 23 octobre 1911 à Châteauneuf-Val-Saint-Donat (Basses-Alpes) et mort le 7 août 1988 à La Ciotat (Bouches-du-Rhône), est un footballeur français évoluant au poste de défenseur. 
Son frère Henri Conchy a également fait une carrière de footballeur.

## Palmarès
- Vainqueur de la Coupe de France 1935 avec l'Olympique de Marseille[2].